# AWA World Women’s Championship
Die AWA World Women’s Championship war der Frauentitel der American Wrestling Association (AWA). Er existierte von 1961 bis 1991. Wie alle Wrestlingtitel wurde er im Rahmen einer Storyline vergeben.
Die Geschichte des AWA World Women’s Championship ist eng mit der Territorialstruktur der National Wrestling Association verbunden. Mildred Burke gewann vermutlich 1935 den Women’s World Championship, einen Wrestlingtitel der im 19. Jahrhundert seinen Anfang nahm. Bereits damals ein Showsport behielt sie den Titel bis etwa 1952, als sie sich mit ihrem Ehemann Billy Wolfe zerstritt, der eine Reihe reisender Wrestlerinnen unter Vertrag hatte und der ab 1949 Verträge mit der National Wrestling Association hatte. In der Folge wurde ihr der Titel aberkannt. In einem Two out of three falls match (ein Wrestler musste zwei von drei Runden gewinnen) gegen June Byers um den NWA World Women’s Championship wurde ihr der Titel in der zweiten Runde aberkannt, was diese allerdings nicht akzeptierte und die World Women’s Wrestling Association (WWWA) gründete.
Jedenfalls galt ab 1954 damit June Byers als Champion der NWA und als sich die AWA von der NWA löste, wurde June Byers als erster offizieller Champion anerkannt, obwohl zu dieser Zeit dort bereits The Fabulous Moolah den Titel hielt.
Die Anfangsjahre des Wrestlings sind voller falsch aufgeschriebener oder erinnerter Begebenheiten, so dass die nachfolgende Liste der Titelträger mit Vorsicht zu genießen ist.

## Liste der Titelträger
| #  | Wrestlerin              | Nummer | Datum              | Tage    | Ort                        | Veranstaltung              | Anmerkungen | Ref.  |
| -- | ----------------------- | ------ | ------------------ | ------- | -------------------------- | -------------------------- | --- | ----- |
| 1  | June Byers              | 1      | 20. August 1954    | 2563    | Atlanta, Georgia           | Houseshow                  | Besiegte Mildred Burke in einem Match um den NWA World Women’s Championship. Die AWA erkannte ihren Titelgewinn ab 1960 an und machte sie damit zu ihrem ersten Champion.                                                                 |       |
| 2  | Penny Banner            | 1      | 26. August 1961    | ca. 493 | Angola, Indiana            | Houseshow                  | Nachdem June Byers zu einer Titelverteidigung nicht antrat, wurde ihr der Titel aberkannt. Banner gewann eine Battle Royal, um neuer AWA World Women’s Champion zu werden. Dieser Titelgewinn wurde von der NWA wiederum nicht anerkannt. |       |
|    | Vakanz                  |        | 1. Januar 1963     |         |                            |                            | Banner zog mit ihrem Mann und Kind 1962 nach North Carolina. | [ 4 ] |
| 3  | Kay Noble               | 1      | 13. April 1963     | 2402    | Saint Paul, Minnesota      | Houseshow                  | Besiegte Kathy Starr. |       |
| 4  | Vivian Vachon           | 1      | 4. November 1971   | 651     | Winnipeg, Manitoba, Kanada | Houseshow                  | |       |
| 5  | Betty Nicoli            | 1      | 16. August 1973    | 587     | Winnipeg, Manitoba, Kanada | Houseshow                  | |       |
|    | vacate                  | N/A    | 27. März 1975      |         |                            |                            | Nicoli beendete ihre Wrestlingkarriere. |       |
| 6  | Candi Devine            | 1      | November 1984      |         | Minneapolis, Minnesota     | Houseshow                  | Gewann eine Battle Royal. |       |
| 7  | Sherri Martel           | 1      | 28. September 1985 | 5       | Chicago, Illinois          | SuperClash                 | |       |
|    | Vakanz                  |        | 3. Oktober 1985    |         |                            |                            | unbekannt |       |
| 8  | Candi Devine            | 2      | 14. Oktober 1985   | 3       | Memphis, Tennessee         | Houseshow                  | Titel wurde ihr ohne Match zuerkannt. |       |
| 9  | Sherri Martel           | 2      | 17. Oktober 1985   | 91      | Winnipeg, Manitoba, Kanada | Houseshow                  | |       |
| 10 | Candi Devine            | 3      | 16. Januar 1986    | 163     | Winnipeg, Manitoba, Kanada | Houseshow                  | |       |
| 11 | Sherri Martel           | 3      | 28. Juni 1986      | 391     | Oakland, Kalifornien       | Battle by the Bay          | |       |
|    | Vakanz                  |        | 24. Juli 1987      |         |                            |                            | Martel wechselte zur World Wrestling Federation. |       |
| 12 | Madusa Miceli           | 1      | 27. Dezember 1987  | 335     | Las Vegas, Nevada          | AWA Championship Wrestling | Besiegte Candi Devine. |       |
| 13 | Wendi Richter           | 1      | 26. November 1988  |         | Bloomington, Minnesota     | Houseshow                  | |       |
|    | Vakanz                  |        | Dezember 1989      |         |                            |                            | Wurde für vakant erklärt, nachdem Wendi Richter die AWA verließ. |       |
| 14 | Candi Devine            | 4      | 6. Dezember 1989   | 213     | Toronto, Ontario, Kanada   | Houseshow                  | Besiegte Judy Martin. |       |
| 15 | Monster Ripper          | 1      | 7. Juli 1990       |         | Bayamón, Puerto Rico       | WWC Anniversary 1990       | |       |
|    | Titel wurde eingestellt |        | Januar 1991        |         |                            |                            | Die AWA löste sich auf. |       |